# Myllenyxis zonalis
Myllenyxis zonalis là một loài tò vò trong họ Ichneumonidae.